# Ніколас Спайкмен
Ніколас Спайкмен (англ. Nicholas Spykman, повне ім'я Ніколас Джон Спайкмен (англ. Nicholas John Spykman); 1893 року в Амстердамі, Нідерланди — 26 червня 1943) — американський професор Єльського університету, політолог, геополітик нідерландського походження. Автор теорії Рімленду.

## Життєпис
Ніколас Спайкмен народився 1893 року в Амстердамі, Нідерланди. Протягом 1913–1920 років працював репортером у багатьох країнах Близького Сходу й Азії. У 27-літньому віці (1920 року) переїжджає у США і вчиться у Каліфорнійському університеті з 1921 по 1923 рік, а після закінчення викладає там політичні науки і соціологію. 1925 року починає працювати у Єльському університеті викладачем міжнародних відносин, де отримує звання професора. При Єльському університеті Спайкмен створив і був першим директором Інституту міжнародних проблем. Помер від хвороби 26 червня 1943 року.

## Праці

### Книги
- 1925 — «Соціальна теорія Ґеорґа Сіммела» (англ. The Social Theory of Georg Simmel)
- 1942 — «Американська стратегія у світовій політиці» (англ. America's Strategy in World Politics)
- 1944 — «Географія світу» (англ. The Geography of the Peace)

### Статті
- 1926 — Соціальне підґрунтя азіатського націоналізму (англ. The Social Background of Asiatic Nationalism, опубліковано у «The American Journal of Sociology»)
- 1930 — Міжнародні відносини з погляду педагогіки (англ. International Relations from the Point of View of Teaching, опубліковано у Наукових записках Четвертої конференції викладачів міжнародного права і суміжних дисциплін)
- 1933 — Методи підходів у вивченні міжнародних відносин (англ. Methods of Approach to the Study of International Relations, опубліковано у Наукових записках П'ятої конференції викладачів міжнародного права і суміжних дисциплін)
- 1934 — Права держави і Ліги (англ. States’ Rights and the League, опубліковано у «The Yale Review»)
- 1938 — Географія і зовнішня політика, 1 (англ. Geography and Foreign Policy, I, опубліковано у «The American Political Science Review»)
- 1938 — Географія і зовнішня політика, 2 (англ. Geography and Foreign Policy, II, опубліковано у «The American Political Science Review»)
- 1939 — Географічні об'єкти у зовнішній політиці, 1 (англ. Geographic Objectives in Foreign Policy, Iу співавторстві з А. А. Роллінзом; опубліковано у «The American Political Science Review»)
- 1939 — Географічні об'єкти у зовнішній політиці, 2 (англ. Geographic Objectives in Foreign Policy, II, у співавторстві з А. А. Роллінзом; опубліковано у «The American Political Science Review»)
- 1942 — Кордони, безпека і міжнародні організації (англ. Frontiers, Security, and International Organization, опубліковано у «Geographical Review»)